# Buzy
Buzy – miejscowość i gmina we Francji, w regionie Nowa Akwitania, w departamencie Pireneje Atlantyckie.
Według danych na rok 1990 gminę zamieszkiwało 951 osób, a gęstość zaludnienia wynosiła 57 osób/km² (wśród 2290 gmin Akwitanii Buzy plasuje się na 448. miejscu pod względem liczby ludności, natomiast pod względem powierzchni na miejscu 670.).